# 黃森
黃森（？—？），字敬蕃，一字叔喬，號曉峯，福建泉州府惠安縣人，民籍，明朝政治人物。

## 生平
嘉靖十九年（1540年）庚子科福建鄉試第八十五名舉人。嘉靖三十二年（1553年）中式癸丑科會試第七十五名，三甲第一百四十九名進士。都察院观政，授江西浮梁知县，升南户部主事，起复补户部。

## 家族
曾祖黃元景；祖父黃琨，壽官；父黃漢，教諭。母柳氏。兄黄榜（陰陽訓術）、黄㮊，弟黄栱、黄梁，俱生员。